# عین فراح
عین فراح (به عربی: عين فراح) یک شهرداری در الجزایر است که در استان معسکر واقع شده‌است.
 عین فراح  ۵٬۳۹۴ نفر جمعیت دارد.